# Dactylocerca ferruginea
Dactylocerca ferruginea är en insektsart som beskrevs av Ross 2003. Dactylocerca ferruginea ingår i släktet Dactylocerca och familjen Anisembiidae. Inga underarter finns listade i Catalogue of Life.